# Provincia de Río Muni
Río Muni fue una antigua provincia española en África. Correspondía a la Guinea continental española más las islas de Corisco y Elobey. Actualmente constituye la región continental de Guinea Ecuatorial. Limita con Gabón al este y al sur y con Camerún al norte. Su capital administrativa se encuentra en Bata.
Tenía una extensión de 26 017 km².

## Historia

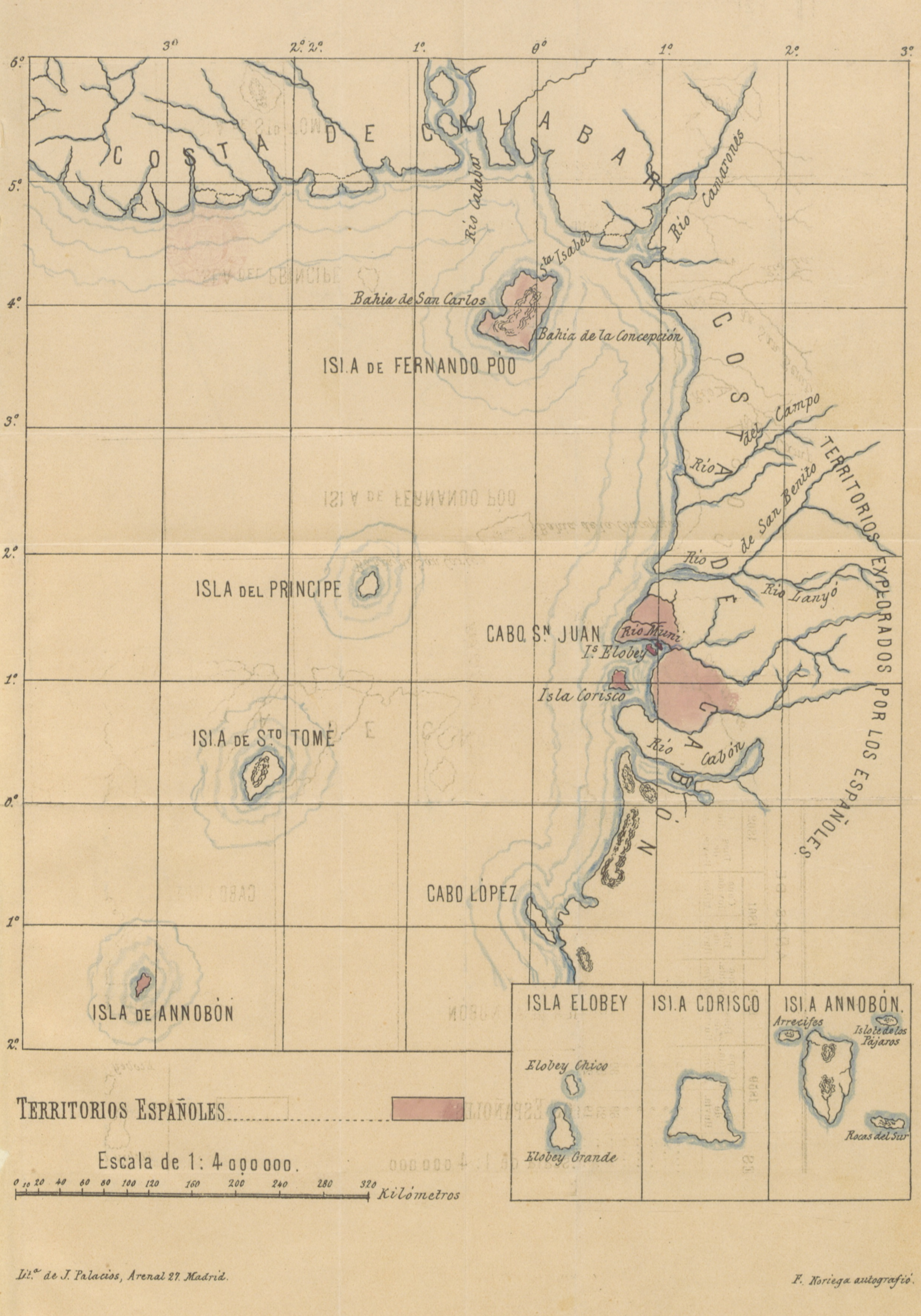
Mapa de las posesiones españolas en el Golfo de Guinea en 1897, antes del Tratado de París de 1900.

El territorio de la provincia fue cedido por Portugal a España en 1778.
La delimitación del territorio continental se realizó en el tratado hispano-francés de 1900.
Fue provincia española junto a Fernando Poo de 1959 a 1963, después pasaría a ser parte de la región autónoma de Guinea Ecuatorial, nombre que conservó hasta su independencia de España en 1968.
El 1 de septiembre de 1960 quedó constituida en la ciudad de Bata la Diputación Provincial de Río Muni, cuyo primer presidente fue José Vedú.
El prefijo de la matrícula de la provincia era RM, establecido mediante la Orden de 20 de junio de 1961, que fue anulada por Orden de 17 de marzo de 1969. Anteriormente el prefijo fue TEG (Territorios Españoles del Golfo de Guinea), establecido mediante la orden de 30 de septiembre de 1929, territorios que se dividieron en dos provincias por Ley de 29 de julio de 1959.

## Geografía
La composición étnica de Río Muni era mayoritariamente fang, con otros bantúes en la costa: ndowés.
La capital de la provincia era Bata. Otras localidades de importancia eran Evinayong, Ebibeyin, Cogo, Acurenam, Mongomo, Micomeseng, Niefang, Añisoc y Río Benito.